# Махони, Меган
Меган Мари Махони (англ. Megan Marie Mahoney; род. 13 февраля 1983 года в Рапид-Сити, Южная Дакота, США) — американская профессиональная баскетболистка, выступавшая в женской национальной баскетбольной ассоциации. Она была выбрана на драфте ВНБА 2005 года в третьем раунде под общим тридцать четвёртым номером командой «Коннектикут Сан». Играла на позиции лёгкого форварда.

## Ранние годы
Меган родилась 13 февраля 1983 года в городе Рапид-Сити (штат Южная Дакота) в семье Пэта и Линды Махони, у неё есть старший брат, Райан. Выросла она в соседнем городе Стерджис, где училась в средней школе Стерджис Браун, в которой выступала за местную баскетбольную команду.